# Dichaetomyia pallidula
Dichaetomyia pallidula är en tvåvingeart som beskrevs av Charles Howard Curran 1935. Dichaetomyia pallidula ingår i släktet Dichaetomyia och familjen husflugor. Inga underarter finns listade i Catalogue of Life.